# Rosa Roth – Verlorenes Leben
Verlorenes Leben ist ein deutscher Fernsehfilm von Carlo Rola aus dem Jahr 1996. Es handelt sich um die dritte Episode der ZDF-Kriminalfilmreihe Rosa Roth mit Iris Berben in der Titelrolle einer Kriminalkommissarin der Berliner Mordkommission, die diesmal mit dem tragischen Tod eines jungen Mädchens konfrontiert wird und dabei laut Ausführungen des ZDF „in einen Sumpf von Lebensträumen, Enttäuschungen und Ohnmacht“ eintaucht. Zwar gelinge es ihr „als Kommissarin, den Fall zu lösen – als Mensch allerdings“ werde „Rosa Roth mit einer Wahrheit konfrontiert, die sie eigentlich lieber nicht erfahren hätte“.
Roths Mitarbeiter Charly Kubick, Jürgen Roeder und Karin von Lomanski werden wiederum von Jockel Tschiersch, Zacharias Preen und Carmen-Maja Antoni verkörpert, ihr Vorgesetzter Günther Zorn von Gunter Schoß. Die Haupt-Gaststars dieser Folge sind Karin Baal, Alexander May, Christian Grashof, Dietz Werner Steck, Gesine Cukrowski, Jürgen Vogel und Marco Hofschneider.

## Handlung
Dem Film vorangestellt ist folgendes Zitat: „Hitze nachts – naß das Haar – im Nacken zerschellt ein Schiff – die Brandung wirft Wellen – Feuer in die Stadt“ (Inka Bach / Schlaf)
Kriminalkommissarin Rosa Roth vom Berliner Morddezernat begibt sich nach Caputh in Brandenburg, um Nachforschungen über den Verbleib einer Eva, die sich Anna nannte, und von ihrer Freundin Anja Kugler als vermisst gemeldet wurde, anzustellen. Ein Hinweis bringt Roth zu Richard Seifert, Evas Vater. Er äußert sich sehr abwertend über die junge Frau, die ein Flittchen gewesen sei und nicht nach Caputh gepasst habe. Er sei froh, dass sie weg sei. Roth bekommt einen weiteren anonymen Hinweis, dass man einmal einen in der Nähe von Caputh gelegenen See näher in Augenschein nehmen solle. Die Kommissarin holt sich Rückendeckung bei ihrem Vorgesetzten Zorn und kehrt dann nach Caputh zurück, um sich dort im örtlichen Gasthaus ein Zimmer zu nehmen.
Tatsächlich findet man die tote Eva im See. Ihre Füße sind zusammengebunden. Evas Eltern kommt die schwere Aufgabe zu, ihre Tochter zu identifizieren. Obwohl Evas Vater sich so negativ geäußert hatte, scheint er sehr verzweifelt, als er mit tränenerstickter Stimme hervorpresst, dass Eva ihn doch nicht allein lassen könne. Die Untersuchungen ergeben, dass die junge Frau nicht ertrunken ist, sondern schon tot war, als man sie im Wasser versenkt hat. Dort habe sie etwa zehn Tage gelegen. Eva ist erwürgt worden; sie sei von vorn angegriffen worden. Unmittelbar vor ihrem Tod habe sie noch Geschlechtsverkehr gehabt.
Eine wilde Verfolgungsjagd endet mit der Festnahme eines Bob, dessen Bekanntschaft Roth bereits in Berlin gemacht hatte, als sie bei Anja Kugler war. Bob ist einer der Männer, der Mike Ebert zuarbeitet. Ebert betreibt ein Bordell, in dem sowohl Anja als auch Eva, die dort unter dem Namen Anna geführt wurde, zur Prostitution gezwungen wurden. Kugler erzählt der Kommissarin, die sie in einem Krankenhaus unterbringen lassen hat, bei einem späteren Besuch, dass sie und Eva gesehen hätten, dass Ebert und seine Kumpanen osteuropäische Frauen in einem Keller versteckt halten würden. Sobald sie genug Frauen zusammen gehabt hätten, seien diese ins europäische Ausland weitergereicht worden. Sie hätten das gar nicht sehen dürfen.
Roth nimmt sich die Clique vor, mit der Eva immer zusammen war. Zur Sprache kommt auch, dass Eva ziemlich wahllos mit Männern geschlafen habe. Unter den Jugendlichen ist jedoch niemand, der der Kommissarin weiterhelfen will. Ricci, der Wirt der Kneipe, in der Roth sich eingemietet hat, gibt zu, dass er eine besondere Verbindung zu Eva hatte. Er sei für sie nur so eine Art Beichtvater gewesen, auch wenn er gern mehr für sie gewesen wäre.
Überraschend macht Sven Baske, einer der Jungen aus der Clique, der Roth bisher gemieden hat, eine Aussage. Er war es, der Roth den Hinweis auf den See zukommen ließ und auch den Namen Seifert ins Spiel brachte. Er meint zu Roth, dass Hanno Ellermann, der Anführer der Clique, Eva nicht umgebracht aber getötet habe. Roth will wissen, wo da der Unterschied sei. Baske meint nur lapidar, getötet hätten Eva viele. Der letzte, der mit ihr geschlafen habe, sei er gewesen. Er habe mit Eva im Kulturhaus geschlafen, sie hätten es beide so gewollt. Robert Belicke, der Beamte, der in Caputh zu dem Fall hinzugezogen worden ist, überreicht Roth eine Kassette, die er Baske abgenommen hat. Sie enthalte eine Art Tagebuch der Toten. Baske meint erklärend, der Typ, der sich am Jeep zu schaffen gemacht habe, habe die Kassette gesucht, sei aber zu langsam gewesen.
Inzwischen hat man Ellermann festgenommen und Roth teilt ihm mit, das er verdächtigt werde, Eva Seifert entführt und umgebracht zu haben. Er bestreitet das vehement und sieht sich gar noch in der Opferrolle, obwohl er es war, der Eva an Mike Ebert und dessen Bordell weitergereicht hat. Während einer groß angelegten Razzia in einer vornehmen Villa finden Roth, Wernicke von der Sitte und die Beamten einen versteckten Kellerraum, in dem viele jungen Frau eingesperrt sind. Letztlich stellt sich anhand einer Kassette, die in Evas Besitz war, heraus, dass ihre eigene Mutter sie erwürgt hat. Als Roth sie festnehmen will, sitzt sie schon neben ihrem gepackten Koffer. Sie meint, Eva sei doch ihr Kind gewesen, sie habe sie nicht länger leiden sehen können.

## Produktionsnotizen
Der Film wurde 1995 in Berlin und Umgebung gedreht. Oliver Berben, der Sohn der Hauptdarstellerin, und Regina Spreer übernahmen die Regie-Assistenz. Die Aufnahmeleitung lag bei Jürgen Fortmann und Gregor Goritschnig, die Produktionsleitung bei Hans W. Reichel und die Redaktion bei Klaus Bassiner. Als Produzent fungierte Norbert Sauer. Die Ufa Fernsehproduktion GmbH Berlin erstellte den Film im Auftrag von ZDF und ORF.

## Rezeption

### Kritik
Die Kritiker der Fernsehzeitschrift TV Spielfilm vergaben an den Film die bestmögliche Wertung, Daumen nach oben, für Anspruch und Action gab es je einen von drei möglichen Punkten, für Spannung zwei. Weiter wurde ausgeführt: „Carlo Rola, der schon die ersten beiden Krimis der ‚Rosa Roth‘-Reihe souve-rän inszeniert hat, wagt sich an das heikle Thema der neudeutschen Realität. Ihm geht es besonders um Jugendliche, die ihr Leben plötzlich nach neuen sozialen Regeln leben müssen und dabei ihrer Naivität zum Opfer fallen.“ Fazit: „Ein Stück deutsche Realität als Krimistoff“.

### Veröffentlichung
Die Folge Verlorenes Leben wurde am 27. Januar 1996 zur Hauptsendezeit im ZDF erstausgestrahlt.
Die ersten sechs Folgen der Reihe wurden von Studio Hamburg Enterprises am 25. Mai 2012 auf DVD herausgegeben.

### Nachwirkung
H. G. Francis verfasste einen Krimi zu dem nach einem Drehbuch von Klaus Poche entstandenen Film unter dem gleichlautenden Titel Rosa Roth – Verlorenes Leben.